# Steve Harris (basketballer, 1995)
Stephen Harris (Hamilton, 3 april 1995) is een Amerikaans voormalig basketballer.

## Carrière
Harris speelde collegebasketbal voor de East Stroudsburg Warriors waar op dat moment ook Rasheed Moore speelde. Hij speelde voor hen van 2013 tot 2018. In de NBA draft van 2018 werd hij niet gekozen. Hij tekende daarop zijn eerste profcontract bij de Den Helder Suns in de Nederlandse competitie. Voor het seizoen 2019/20 tekende hij in de Zwitserse competitie bij Vevey Riviera Basket.
In 2020 tekende hij in de Luxemburgse competitie bij T71 Dudelange. Het volgende seizoen speelde hij bij de Zweedse eersteklasser Jämtland Basket. Het seizoen 2022/23 speelde hij voor de Belgische eersteklasser Union Mons-Hainaut. Hij stopte in 2023 als profbasketballer en keerde terug naar de Verenigde Staten.